# Tom Corbett
Thomas Wingett « Tom » Corbett, né le 17 juin 1949 à Philadelphie, est un homme politique américain, membre du Parti républicain. Il est gouverneur de Pennsylvanie de 2011 à 2015.

## Biographie
Né et élevé en Pennsylvanie, Corbett sert dans la Garde nationale de Pennsylvanie à la 28e division d'infanterie, de 1971 à 1984, atteignant le grade de capitaine. Il reçoit son diplôme de premier cycle au Lebanon Valley College à Annville et enseigne l'éducation civique et l'histoire . En 1975, il est diplômé en droit de l'université St. Mary's de San Antonio, au Texas.
Après plusieurs années de pratique du droit privé, Corbett est appelé au service public en 1989 par le président George W. Bush qui le nomme procureur des États-Unis pour le district Ouest de la Pennsylvanie,. Corbett est également nommé à la présidence de la Commission de Pennsylvanie pour la criminalité et la délinquance, pour l'élaboration des politiques de justice pénale et de travail afin d'améliorer la prévention de la drogue et l'alcoolisme et des programmes de réhabilitation à travers l'État.
En 1995, Corbett est nommé par le gouverneur Ridge comme procureur général de Pennsylvanie, fonction qu'il exerce pendant deux ans.
En 1997, il retourne à nouveau dans le secteur privé, pour créer son propre cabinet d'avocat, Thomas Corbett and associates.
En 2004, il est élu procureur général de Pennsylvanie avec plus de trois millions de voix, ce qui représente plus de votes que n'importe quel autre candidat républicain dans l'histoire de la Pennsylvanie, puis réélu en 2008. Il contribue à la lutte pour la protection des enfants contre les prédateurs sur Internet, contre la fraude, les gangs et la violence liée aux drogues illicites et contre l'abus de pouvoir et la corruption du gouvernement,.
Candidat républicain au poste de gouverneur de Pennsylvanie en novembre 2010, il est élu par 54,5 % des voix et entre en fonction le 18 janvier 2011. En lice pour un second mandat en novembre 2014, il est battu par le démocrate Tom Wolf qui obtient 54,9 % des voix.

## Vie privée
Corbett et son épouse Susan résident dans le canton de Shaler, en Pennsylvanie, et sont les parents de deux enfants, Tom, diplômé de l'université Carnegie Mellon, et Katherine, qui travaille au bureau du procureur du district de Philadelphie.

## Sources
- (en) Cet article est partiellement ou en totalité issu de l’article de Wikipédia en anglais intitulé « Tom Corbett » (voir la liste des auteurs).